# 히라타 아쓰타네
히라타 아쓰타네(일본어: 平田 篤胤(1776년~1843년)는 일본 에도 시대 후기의 국학자, 신토가, 사상가이자 의원이다. 복고신토(고도학)의 대성자로 알려져 있으며, 가다노 아즈마마로, 가모노 마부치, 모토오리 노리나가와 함께 오쿠니 다카마사가 꼽은 국학사대인(国学の四大人)의 반열에도 든다.

## 생애
1776년 10월 6일(안에이 5년 음력 8월 24일)에 데와국 구보타 번(오늘날의 아키타시)에서 태어났다. 아명은 쇼키치(正吉), 통칭은 한베에(半兵衛), 성인이 되고 아쓰유키(胤行)로 개명했다. 성인이 된 후 빗추 마쓰야마 번사이자 병학자 히라타 도쿠인의 양자가 되었고, 교와 연간 이후 아쓰타네로 개명했다. 호는 이부키노야(気吹舎), 가호는 마스게노야(真菅乃屋). 의사로서는 겐타쿠(玄琢)로 칭했다. 1843년 11월 2일(덴포 14년 윤 음력 9월 11일)에 사망했다. 죽은 뒤 시라카와 백왕가에서 신령능진주대인(神霊能真柱大人)이라는 신호를 받았다.

## 활동
본래는 모토오리 노리나가의 노선을 뒤이어 유교와 불교의 교리를 절충한 신토를 비판했지만, 곧 모토오리 학파의 실증주의에서 벗어나 신비학으로 변모하였다. 아쓰타네의 신학은 일본 국학에 새로운 흐름을 가져왔다. 신과 이 세계의 존재에 큰 관심을 가지고, 사후 영혼의 행방과 그 영혼의 구제를 학문의 중심에 놓았다. 불교·유교·도교·난학·기독교 등 다양한 교리를 연구분석하여 '팔가학'(八家の学)이라고도 불렸다. 아쓰타네의 학문체계는 너무 광범하여 복잡하고 이것저것 뒤섞여 있으며 부자연스럽다. 아쓰타네의 학설은 미토학과 함께 막말 존왕양이 운동의 지주가 되었다. 아쓰타네는 학자와 지식인 뿐 아니라 서민 대중도 겨냥해 국학 사상을 크게 보급했다. 서민들에게 그의 학설이 받아들여진 것은 토속적이고 민속적인 요소를 포함한 사상이 서민들에게 받아들여지기 쉬웠기 때문이다. 아쓰타네의 복고 신토는 히라타 신토라고 불렸으며, 이후 신토계 신흥종교의 발생으로 이어졌다. 막부 붕괴 이후 메이지 유신기에 히라타 신토가들은 큰 영향력을 가졌지만, 신토를 국가의 통제하에 두는 국가 신토가 형성되는 과정에서 히라타 신토는 배제되어 영향력을 잃어갔다.